# Hard Out Here
《Hard Out Here》（台譯：生存之道）是英国女歌手莉莉·艾伦收录于其即将发行的第三张录音室专辑中的首支单曲。由艾伦和制作人Greg Kurstin合写，歌曲最初以音乐录音带形式在2013年11月12日在YouTube上出现，粉丝只有回答问题才得以解锁该视频。艾伦让粉丝在Twitter上发带有“#HOH”标签的推文来给出反馈。滾石将其描述为“一支彻头彻尾的女权圣歌”。据Atlantic Wire，歌曲标题显然是对Three 6 Mafia奥斯卡获奖歌曲《It's Hard out Here for a Pimp》歌名的化用。 歌词“Have you thought about your butt, who's gonna tear it in two?（你有没有想过你的屁股,谁会把它裂成两半?）”被认为是对Robin Thicke热单《Blurred Lines》歌词“I'll give you something big enough to tear your ass in two.（我的下面大得足以把你的屁股裂成两半。）”的映射。

## 评价
滚石赞扬这首歌曲，称其为“一支彻头彻尾的女权圣歌”，并且赞扬了歌曲的“对性别角色以及男女性别和外形的双重标准的厌倦”主题。英国《数码间谍》（Digital Spy）的Lewis Corner对歌曲给了4星好评。

## 音乐录影带
歌曲MV由Christopher Sweeney导演。MV开头出现了Parental Advisory警告标志。MV开场中，画着浓妆的艾伦躺在医院的病床上接受吸脂手术。她的经纪人对她说：“Letterman says no”，其中Letterman指的是著名主持人David Letterman。 接着他说：“Jesus, how could somebody let themselves get like this.（老天，怎么会有人把自己搞成这样！）”艾伦为自己开脱说：“Um, I had two babies.（嗯，我生了两个宝宝）”。（指的是艾伦在2011年~2013年之间生了两个孩子）但经纪人和医生对她却熟视无睹，把她当成空气。音乐开 始响起，艾伦跳下手术台，脱下其病号服，并加入了6位穿着暴露的女舞者，与她们同步地舞蹈。艾伦的经纪人之后出现，并向她们演示臀舞，告诉她们该这么做。 场景接着切换到艾伦在厨房水槽清洗厨房用具。MV之后出现了气球拼成的“LILY ALLEN HAS A BAGGY PUSSY（莉莉·艾伦下面不紧）”，这一场景映射了Robin Thicke的热单《Blurred Lines》歌词。歌曲的副歌响起时，6位舞者便开始其臀舞，并有舞者向对方臀部喷射白色液体的场景。
MV由于使用了黑人作为舞者，被批评为种族歧视。艾伦发表长篇声明《特权,优势和误解（Privilege, Superiority and Misconceptions）》称 她拒绝道歉，并说：“如果我像那些女士跳得那么好，那么出现在屏幕上的就会是我的臀部；实际上我排练了两个礼拜的臀舞却痛苦地以失败告终。若我大胆一些我也会穿比基尼，但我没有这么做，因为我身上的慢性脂肪团没人会愿意看。”（"If I could dance like the ladies can, it would have been my arse on your screens; I actually rehearsed for two weeks trying to perfect my twerk, but failed miserably. If I was a little braver, I would have been wearing a bikini too, but I do not and I have chronic cellulite, which nobody wants to see."）她列出了6位舞者的Twitter账号，说“问她们自己”Adele、Ellie Goulding、Tinie Tempah、Rebecca Ferguson、Professor Green、Foxes、Caitlin Moran、Lena Dunham、Lauren Laverne、Example、Piers Morgan、Kesha、Jake Shears、Charli XCX、Mark Ronson、Perez Hilton和P!nk 在Twitter上给了这个MV好评。 MV在四天内获得了450万点阅量。
歌词"don't need to shake my ass for you/'cause I've got a brain"也引发争议